# Sorry, We’re Open
Sorry, We’re Open — третий студийный альбом инди-панк группы Bonaparte, которой руководит швейцарский музыкант Тобиас Юндт. Альбом вышел 17 августа 2012 года, через лейблы Staatsakt и Warner.

## История записи
Впервые группа записывала альбом не на компьютер, а в собственной студии звукозаписи. Хотя альбом и был выпущен через лейбл Staatsakt, продажу и маркетинг осуществлял лейбл Universal. Группа сотрудничала с коллективами Housemeister (Quarantine), Siriusmo (Point & Shoot) и Deichkind (Alles Schon Gesehen).

## Список композиций
| №   | Название                       | Длительность |
| --- | ------------------------------ | ------------ |
| 1.  | «When the Ship Is Thinking»    | 2:37         |
| 2.  | «Quarantine»                   | 3:07         |
| 3.  | «Sorry We're Open»             | 3:29         |
| 4.  | «C'est à moi qu'tu parles?»    | 4:10         |
| 5.  | «40°42'48.46 N 73°58'18.38 W»  | 1:00         |
| 6.  | «Point & Shoot»                | 3:11         |
| 7.  | «A Little Braindead»           | 3:12         |
| 8.  | «Mañana Forever»               | 3:27         |
| 9.  | «Alles schon gesehen»          | 3:07         |
| 10. | «53°32'26.81 N 09°58'47.28 E»  | 1:50         |
| 11. | «Quick Fix»                    | 3:04         |
| 12. | «High Heels to Hell»           | 4:04         |
| 13. | «In the Breaks»                | 3:45         |
| 14. | «40°51'42.94 S 173°00'46.63 W» | 1:34         |
| 15. | «Bonahula»                     | 3:29         |

### Бонус-треки
| №   | Название                       | Длительность |
| --- | ------------------------------ | ------------ |
| 16. | «In & Out»                     | 3:50         |
| 17. | «21°28'52.30 N 175°56'58.07 W» | 1:48         |
| 18. | «Louie Louie»                  | 3:14         |
| 19. | «Sex Dwarf»                    | 3:29         |
| 20. | «Quarantine (Акустика)»        | 3:47         |

### Заметки
- Песня «When the Ship Is Thinking» основана на поэме «Цыганское море» Ричарда Ховея.
- «High Heels to Hell» переработанная версия би-сайда «Things Are More Like They Are Now».
- «In & Out» альтернативная версия песни «40°51’42.94 S 173°00’46.63 W».
- «Sex Dwarf» — кавер песни синти-поп дуэта Soft Cell с альбома 1981 года Non-Stop Erotic Cabaret.